# 체코슬로바키아 1부 리그
체코슬로바키아 1부 리그(체코어: 1. fotbalová liga, 슬로바키아어: 1. futbalová liga)는 체코슬로바키아의 최상위 축구 리그로 제2차 세계 대전 기간을 제외하고 1925년부터 1993년까지 존재했던 리그이다. 2차 대전 기간에 체코슬로바키아가 독일군에 점령되었을 때, 독일군에 의해 리그가 구성되었었다. 2차 대전 후에 다시 리그가 재개되어 1993년에 체코와 슬로바키아로 나뉠 때까지 계속 이어졌다.
리그는 프라하 팀들의 강세로 진행되었다. 스파르타 프라하가 19회 우승, 두클라 프라하가 11회 우승, 슬라비아 프라하가 9회 우승으로 전체 61시즌 가운데 39회 우승을 차지하였다.
1993년에 두 개의 국가로 나뉘면서 축구 리그 역시 체코 프리미어리그와 슬로바키아 수페르리가로 나뉘게 되었다.

## 역대 우승 팀
| 시즌    | 우승                        | 준우승                     |
| ------- | --------------------------- | -------------------------- |
| 1925    | 슬라비아 프라하             | 스파르타 프라하            |
| 1925-26 | 스파르타 프라하             | 슬라비아 프라하            |
| 1927    | 스파르타 프라하             | 슬라비아 프라하            |
| 1927-28 | 빅토리아 지슈코프           | 슬라비아 프라하            |
| 1928-29 | 슬라비아 프라하             | 빅토리아 지슈코프          |
| 1929-30 | 슬라비아 프라하             | 스파르타 프라하            |
| 1930-31 | 슬라비아 프라하             | 스파르타 프라하            |
| 1931-32 | 스파르타 프라하             | 슬라비아 프라하            |
| 1932-33 | 슬라비아 프라하             | 스파르타 프라하            |
| 1933-34 | 슬라비아 프라하             | 스파르타 프라하            |
| 1934-35 | 슬라비아 프라하             | 스파르타 프라하            |
| 1935-36 | 스파르타 프라하             | 슬라비아 프라하            |
| 1936-37 | 슬라비아 프라하             | 스파르타 프라하            |
| 1937-38 | 스파르타 프라하             | 슬라비아 프라하            |
| 1937-45 | 제2차 세계 대전으로 중지됨  | 제2차 세계 대전으로 중지됨 |
| 1945-46 | 스파르타 프라하             | 슬라비아 프라하            |
| 1946-47 | 슬라비아 프라하             | 스파르타 프라하            |
| 1947-48 | 스파르타 프라하             | 슬라비아 프라하            |
| 1949    | NV 브라티슬라바             | 브라트스트비 스파르타      |
| 1950    | NV 브라티슬라바             | 브라트스트비 스파르타      |
| 1951    | NV 브라티슬라바             | 스파르타 CKD 소콜로보      |
| 1952    | 스파르타 CKD 소콜로보       | NV 브라티슬라바            |
| 1953    | UDA 프라하                  | 스파르타 프라하 소콜로보   |
| 1954    | 스파르타 프라하 소콜로보    | 바닉 오스트라바            |
| 1955    | 슬로반 브라티슬라바         | UDA 프라하                 |
| 1956    | 두클라 프라하               | 슬로반 브라티슬라바        |
| 1957-58 | 두클라 프라하               | 스파르타 프라하 소콜로보   |
| 1958-59 | CH 브라티슬라바             | 두클라 프라하              |
| 1959-60 | 스파르타크 흐라데츠크랄로베 | 슬로반 브라티슬라바        |
| 1960-61 | 두클라 프라하               | CH 브라티슬라바            |
| 1961-62 | 두클라 프라하               | 슬로반 니트라              |
| 1962-63 | 두클라 프라하               | 제드노타 트렌친            |
| 1963-64 | 두클라 프라하               | 슬로반 브라티슬라바        |
| 1964-65 | 스파르타 프라하             | 타트란 프레쇼우            |
| 1965-66 | 두클라 프라하               | 스파르타 프라하            |
| 1966-67 | 스파르타 프라하             | 슬로반 브라티슬라바        |
| 1967-68 | 스파르타크 트르나바         | 슬로반 브라티슬라바        |
| 1968-69 | 스파르타크 트르나바         | 슬로반 브라티슬라바        |
| 1969-70 | 슬로반 브라티슬라바         | 스파르타크 트르나바        |
| 1970-71 | 스파르타크 트르나바         | VSS 코시체                 |
| 1971-72 | 스파르타크 트르나바         | 슬로반 브라티슬라바        |
| 1972-73 | 스파르타크 트르나바         | 타트란 프레쇼우            |
| 1973-74 | 슬로반 브라티슬라바         | 두클라 프라하              |
| 1974-75 | 슬로반 브라티슬라바         | 인테르 브라티슬라바        |
| 1975-76 | 바닉 오스트라바             | 슬로반 브라티슬라바        |
| 1976-77 | 두클라 프라하               | 인테르 브라티슬라바        |
| 1977-78 | 1. FC 브르노                | 두클라 프라하              |
| 1978-79 | 두클라 프라하               | 바닉 오스트라바            |
| 1979-80 | 바닉 오스트라바             | 1. FC 브르노               |
| 1980-81 | 바닉 오스트라바             | 두클라 프라하              |
| 1981-82 | 두클라 프라하               | 바닉 오스트라바            |
| 1982-83 | 보헤미안스 프라하           | 바닉 오스트라바            |
| 1983-84 | 스파르타 프라하             | 두클라 프라하              |
| 1984-85 | 스파르타 프라하             | 보헤미안스 프라하          |
| 1985-86 | FC 비트코비체               | 스파르타 프라하            |
| 1986-87 | 스파르타 프라하             | FC 비트코비체              |
| 1987-88 | 스파르타 프라하             | 두클라 프라하              |
| 1988-89 | 스파르타 프라하             | 바닉 오스트라바            |
| 1989-90 | 스파르타 프라하             | 바닉 오스트라바            |
| 1990-91 | 스파르타 프라하             | 슬로반 브라티슬라바        |
| 1991-92 | 슬로반 브라티슬라바         | 스파르타 프라하            |
| 1992-93 | 스파르타 프라하             | 슬라비아 프라하            |

## 같이 보기
- 체코슬로바키아 축구 국가대표팀

예전 체코슬로바키아 소속 국가들의 리그
| - 슬로바키아 |  | - 체코 |